# ロバート・チャムリー (初代チャムリー子爵)
初代チャムリー子爵ロバート・チャムリー（英語: Robert Cholmondeley, 1st Viscount Cholmondeley、17世紀 – 1681年5月22日）は、アイルランド貴族。

## 生涯
ヒュー・チャムリー（Hugh Cholmondeley、1584年以降 – 1655年9月11日、ヒュー・チャムリーの息子）と妻メアリー（Mary、旧姓ボドヴェル（Bodvel）、ジョン・ボドヴェルの娘）の息子として生まれた。
1659年10月2日に伯父にあたる初代レンスター伯爵ロバート・チャムリーが死去すると、チャムリー家家長になった。
1661年3月29日にアイルランド貴族であるミーズ県におけるケルズのチャムリー子爵に叙され、6月25日に代理人をたててアイルランド貴族院議員に就任した。
1681年5月22日にセント・ジェームズ近くの自宅で死去、6月3日にチェシャーのマルパスで埋葬された。長男ヒューが爵位を継承した。

## 家族
エリザベス・クラドック（Elizabeth Cradock、1692年2月28日埋葬、ジョージ・クラドックの娘）と結婚して、4男1女をもうけた。
- ヒュー（1662年? – 1725年1月18日） - 第2代チャムリー子爵、初代チャムリー男爵、初代チャムリー伯爵[2]
- ロバート（1664年ごろ – 1678年2月2日） - ウェストミンスター・スクール在学中に死去[3]
- ジョージ（1666年 – 1733年5月7日） - 第3代チャムリー子爵、第2代チャムリー男爵、第2代チャムリー伯爵、初代ニューバラ男爵、初代ニューバーグ男爵[4]
- リチャード（1668年ごろ – 1680年6月5日） - ウェストミンスター・スクール在学中に死去[3]
- エリザベス - ジョン・エジャートン（John Egerton、1762年没、ジョン・エジャートンの息子）と結婚、子供なし[5]